# Pyramide de chaussures

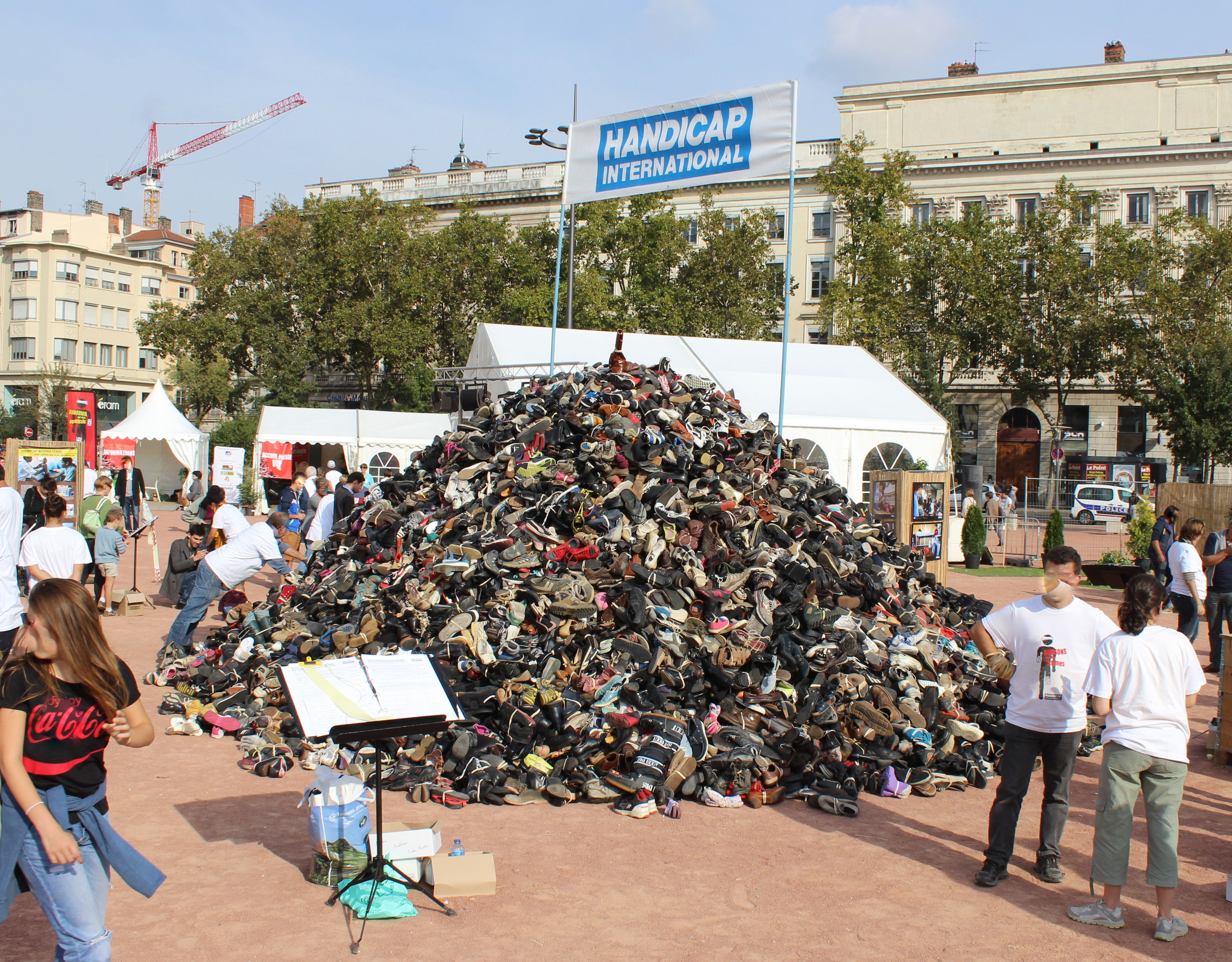
Pyramide de chaussures à Lyon, 2015

Les Pyramides de chaussures de Handicap International sont un événement de sensibilisation et de mobilisation citoyenne. Elles invitent les citoyens, petits et grands, à agir et à s’engager face aux conséquences de la montée des conflits armés et à la multiplication des catastrophes humanitaires dans le monde.
Une histoire de mobilisation et de victoires citoyennes
Depuis les premières Pyramides de chaussures en 1995, grâce au travail de plaidoyer renforcé par la mobilisation citoyenne, de belles victoires ont été obtenues : 
- 1997 : Signature du Traité d’Ottawa interdisant les mines antipersonnel et prix Nobel de la paix pour la campagne ICBL et ses membres, dont Handicap International. Premier traité international interdisant une arme conventionnelle.
- 2008 : Signature du Traité d’Oslo interdisant les systèmes d’armes à sous-munitions. Fort plaidoyer de l'association avec le témoignage de plusieurs victimes. Nouvelle victoire de la société civile.
- 2022 : Adoption par 83 États de la Déclaration politique contre l'utilisation des armes explosives en zones peuplées, pour laquelle Handicap International s'est battue ardemment de nombreuses années afin d'obtenir un texte fort.

Le symbole du lancé de chaussures
La chaussure est un symbole, celui du nombre de vies brisées ou perdues à cause de l’usage des mines antipersonnel et autres armes explosives… Ce symbole pèse lourdement sur les positions politiques et a permis de gagner de belles victoires (contre les mines antipersonnel en 1997, puis contre les bombes à sous-munitions en 2008 et en 2022 avec la signature d’une déclaration politique par 83 États).
Après les différents événements, les chaussures collectées sur les Pyramides sont redistribuées à des opérateurs de collecte locaux, agréés par Refashion, acteur majeur du recyclage textile et partenaire de l’événement. 
STOP au retour des mines antipersonnel
Ces armes interdites depuis 1997 menacent de faire leur retour dans les arsenaux militaires et dans les zones de conflit. Des États Parties au Traité d’Ottawa ont récemment annoncé leur intention de le quitter afin de pouvoir les utiliser de nouveau.
Il s’agit d’un effroyable retour en arrière pour la protection des civils : les premières victimes des mines sont les populations civiles, qui vivent dans les zones contaminées. Les Pyramides de chaussures de Handicap International appellent à nouveau la société civile à se mobiliser !
Toute l'année et partout en France
Les Pyramides de chaussures ont lieu toute l’année en France dans des villes, des écoles ou des entreprises. 
Handicap International propose un parcours de sensibilisation construit autour d'une exposition interactive et participative qui présente les métiers de l'association tout en sensibilisant à l’importance de l’inclusion et de la solidarité internationale.
Au programme, des activités immersives pour les enfants et les adultes :
- Présentation des missions de Handicap International

- Découverte des enjeux de la réponse aux urgences humanitaires
- Démonstration de déminage
- Découverte du parcours d’une victime pour vivre à nouveau debout, dans son corps comme dans sa tête
- Initiation à l'inclusion
- Lancer de chaussures sur la Pyramide pour dire NON au retour des mines antipersonnel !